# Cristo de la Minerva
Cristo de la Minerva es la denominación de una escultura de mármol, obra de Miguel Ángel, finalizada en 1521, que representa a un Cristo redentor, desnudo, abrazando la Cruz (el lienzo de pureza que oculta sus genitales es una adición posterior). Esta obra se encuentra en el lado izquierdo del altar mayor de la iglesia de Santa Maria sopra Minerva de Roma.
La primera versión de este obra se comenzó en 1514, por encargo de Pietro Paolo Castellano, Bernardo Cencio, Mario Scappucci y Metello Vari, que pretendían destinarla a la iglesia de la Minerva. Entre 1514 y 1516 Miguel Ángel trabajó en la talla hasta que, cuando ya estaba muy avanzada, tuvo que interrumpir su trabajo por la aparición en el mármol de una gran veta oscura que cruzaba el rostro de la figura.

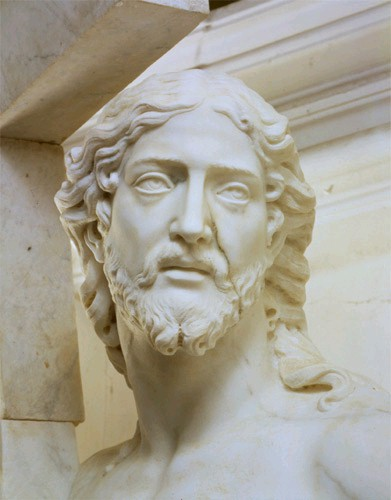
La veta cruzando el rostro del Cristo.
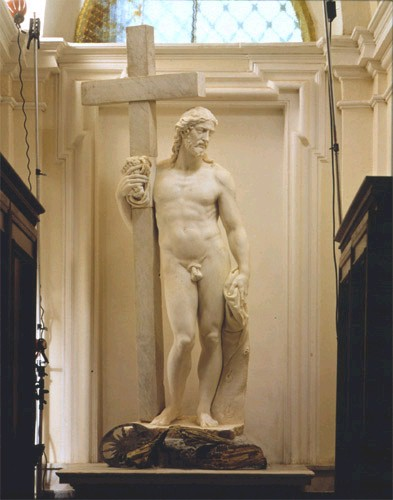
Estado actual de la primera versión, conservada en la iglesia del monasterio de San Vincenzo en Bassano Romano, y extensamente modificada en el siglo XVII.

Cuando se acercaba el término del contrato (cuatro años) los clientes insistieron en su ejecución. Por entonces Miguel Ángel se encontraba en Florencia, y recomenzó el trabajo en un nuevo bloque de mármol, comenzando una nueva versión en la que trabajó entre los años 1519 y 1520. En marzo de 1521 mandó la escultura a Roma, pidiendo a su discípulo Pietro Urbano que la terminara. Sin embargo, esta intervención no debió ser muy afortunada, ya que Sebastiano del Piombo escribió a Miguel Ángel para pedirle que cesara a Urbano y encargara la finalización del trabajo a Federico Frizzi. Se hizo así, y la escultura quedó terminada, colocándose en la iglesia para la que estaba destinada el 27 de diciembre de 1521. A pesar de todo esto, parece que Miguel Ángel aún propuso una nueva ejecución de la obra, pero Metello Vari no se lo concedió. En compensación, recibió la primera versión inacabada, que colocó en su jardín. De la estatua de este jardín queda la descripción de Ulisse Aldrovandi de 1556. Durante mucho tiempo se creyó perdida, hasta que en 2000 fue identificada por Irene Baldriga.
La espiral es la figura predominante en la composición de esta escultura con el contrapposto clásico. Cristo se encuentra abrazando la cruz y sostiene en la mano izquierda los símbolos del martirio, por lo que consigue un testimonio de la fe cristiana que la aleja del helenismo.